# Shaar-Haamakim
Shaar-Haamakim (שער העמקים) est un kibboutz situé dans la Vallée de Jezreel, à 1 km au Nord de Kiryat Tivon.
Ses fondateurs sont issus de deux origines distinctes; le premier groupe composé d'immigrants de Bessarabie, déjà préparés au travail de la terre dans une ferme expérimentale d'Europe; le second constitué d'immigrants originaires de Roumanie, tous membres du mouvement Hashomer Hatzaïr. Après leur immigration en Palestine en 1929, ils se dispersent entre Hadera, Ness-Tziona et Mishmar-Haémek, et durant quatre ans se familiarisent avec le pays. Ils fondent ensemble Shaar-Haamakim en 1933.
Le kibboutz entretient des relations privilégiées avec ses voisins arabes. En 1952, trois groupes composés de villageois arabes sont formés dans l'enceinte de Shaar-Haamakim, en vue de créer un kibboutz voisin. Le projet n'aboutira pas.
En 2006, 700 personnes composent Shaar-Haamakim, dont l'économie repose sur une industrie de chauffages solaires, une usine de farine et l'agriculture. 
Aux abords du kibboutz se dresse le mémorial en souvenir de Yossef Finkelstein, membre de Shaar Haamakim et tué dans les rangs de la Haganah lors des émeutes de 1936.